# لرنو!
لرنو! (به اسپرانتو: lernu!)، تارنمایی است که برای آموزش رایگان زبان اسپرانتو بدست E@I (سازمان بین‌المللی جوانان که ابتدا در گروه کاری سازمان جهانی جوانان اسپرانتو شروع به کار کرد) ساخته شده‌است. واژهٔ لرنو، صورت امری فعل یاد گرفتن (lerni) است.
محتوای سایت شامل تمرین‌ها، واژه‌نامه، مرورهای دستورزبان، سامانهٔ آزمون و کتابخانه‌ای از کتاب‌ها، موسیقی و داستان است که برای یادگیری زبان اسپرانتو طراحی شده‌اند. برای اعضای سایت، خدمات ارتباطی مختلفی از جمله محیط چت آنلاین، انجمن‌های بحث و خبر رخدادهای اسپرانتو وجود دارد.
آمارها نشان‌دهندهٔ این است که معمولاً روزانه حدود ۷۵هزار بازدید از این تارنما صورت می‌گیرد. بیشتر این بازدیدکنندگان از اروپا، آسیای جنوب شرقی و آمریکای شمالی و جنوبی هستند. در ماه مه سال ۲۰۱۱، شمار کاربران این تارنما به صدهزار نفر رسید.
محیط این تارنما و محتوایش به ۳۷ زبان در دسترس است و آدرس محیط فارسی آن، fa.lernu.net است.

## تاریخچه
پروژهٔ لرنو!، ابتدا در آوریل سال ۲۰۰۰ در گردهمایی Esperanto@Interreto (امروزه به E@I تبدیل شده‌است.) در استکهلم سوئد ارائه شد و در اکتبر ۲۰۰۱ در سمینار دوم در شهر اوپسالا گسترده‌تر شد. در جولای ۲۰۰۲، پروژه لرنو! به پشتیبانی مالی بنیاد مطالعات اسپرانتو (ESF) دست یافت و کار بر تارنمای آن در آگوست همان سال آغاز شد. این تارنما در ۲۱ دسامبر ۲۰۰۲ شروع به کار کرد.